# TV Tupi Rio de Janeiro
TV Tupi Rio de Janeiro foi uma emissora de televisão brasileira instalada na cidade do Rio de Janeiro, capital do estado homônimo. Operava no canal 6 VHF e era uma emissora própria e geradora da Rede Tupi. Foi a segunda emissora de TV a ser inaugurada no Brasil, depois da TV Tupi São Paulo, que logo em diante iriam formar a Rede Tupi.

## História
A TV Tupi Rio de Janeiro entrou no ar pouco tempo depois da primeira emissora de televisão brasileira, a TV Tupi São Paulo, em 20 de janeiro de 1951. O dia era um feriado de São Sebastião, padroeiro da cidade do Rio de Janeiro.
Como a televisão era uma novidade na cidade do Rio de Janeiro, aparelhos foram instalados em vários pontos para que o público pudesse acompanhar o sinal da TV Tupi. A inauguração aconteceu às 20h30, com os locutores Luís Jatobá e Haydée Miranda. O presidente Eurico Gaspar Dutra e o prefeito Ângelo Mendes de Moraes acompanharam a inauguração. A inauguração foi animada pela Orquestra Tabajara, seguido por Antônio Maria e Dorival Caymmi, Dircinha Batista e o Trio de Ouro.
O monopólio como única emissora da cidade foi quebrado em 1955 com a inauguração da TV Rio, no canal 13. Depois vieram a TV Continental, canal 9 (1959), TV Excelsior, canal 2 (1963), e TV Globo, canal 4 (1965).
Em 2 de maio de 1980, às 16h21, a TV Tupi São Paulo parou de gerar programação e passou a retransmitir integralmente o que era gerado pela TV Tupi Rio de Janeiro devido à paralisação de cerca de dois terços dos 968 funcionários da emissora paulista. A greve teve início após a emissão de cheques sem fundo para pagamento dos salários atrasados, constatada no mesmo dia.
No dia 16 de julho, a rede teve 7 das 10 concessões declaradas peremptas (termo jurídico que significa "não-renovável") pelo Governo Federal. A decisão foi publicada no Diário Oficial no dia seguinte; ainda no dia 17, os funcionários da Tupi do Rio iniciaram uma vigília que durou 18 horas, comandada pelo apresentador Jorge Perlingeiro, com o objetivo de impedir que o canal fosse fechado. Várias personalidades, como o cantor Agnaldo Timóteo e o humorista Costinha, deram apoio aos funcionários.
A TV Tupi Rio de Janeiro foi a última da rede a permanecer no ar. Pouco antes do meio-dia de 18 de julho, quatro funcionários do Departamento Nacional de Telecomunicações chegaram ao Morro do Sumaré e se dirigiram à central de transmissão da emissora para lacrar os transmissores. Minutos antes, nos instantes finais do programa Aqui e Agora, foram exibidas imagens de uma missa do Papa João Paulo II realizada no início daquele mês no Aterro do Flamengo, simultaneamente à locução, feita pelo ator Cévio Cordeiro, de uma mensagem dirigida ao presidente Figueiredo pedindo para que a estação não fosse fechada. Durante o vídeo e a mensagem citados, os funcionários puseram na tela os dizeres "Até breve, telespectadores amigos". A última imagem transmitida pela emissora carioca antes de sair do ar, às 12h33, foi a do logotipo da Rede Tupi nas cores da bandeira nacional.

Desta feita, senhor presidente, só vossa excelência poderá nos salvar. Receba os agradecimentos dos empregados da Rede Tupi, em seu nome, e em nome de sua esposa, de seus filhos, cujo único desejo, única reivindicação, é trabalhar. Deixe-nos trabalhar, Senhor presidente. Senhor presidente João Baptista de Oliveira Figueiredo. Só isso que desejamos. Vossa excelência, é o único capaz de realizar esse milagre. Nem João de Deus poderia fazê-lo. Só o João de Brasília. Deus que te abençoe, presidente.— Cérvio Cordeiro
Após a TV Tupi Rio de Janeiro ser fechada, o canal 6 ficou sem sinal por quase três anos. Na época em que saiu do ar em 1980, a emissora tinha como concorrentes no Rio de Janeiro as emissoras TVE (atual TV Brasil, fundada em 1975), Globo (canal 4, fundada em 1965), TV Guanabara (atual Band Rio, canal 7, fundada em 1977), TV Studios (atual SBT Rio, canal 11, fundada em 1976).
Em 1981, o Governo Federal deu a concessão do Canal 6 ao empresário Adolpho Bloch, dono do Grupo Bloch, só colocando o canal no ar em 1983, passando a ter o nome de TV Manchete RJ, sendo a cabeça da Rede Manchete. Desde 1999, a concessão pertence a RedeTV! Rio de Janeiro, emissora própria da RedeTV!.

### Livro
A história da TV Tupi Rio de Janeiro ganhou em 2011, livro da Coleção Aplauso (Imprensa Oficial de São Paulo): "TV Tupi do Rio de Janeiro, Uma Viagem Afetiva" escrito por Luis Sergio Lima e Silva. Nele, vinte pioneiros são entrevistados, nomes de peso da história da televisão, como Almeida Castro, Mauricio Sherman, Fernanda Montenegro, Sérgio Britto, Neyde Aparecida, João Loredo, Maria da Glória, José Bonifácio de Oliveira (Boni), Dóris Monteiro, Aracy Cardoso, Maria Pompeu, Osmar Frazão, Ricardo Kathar, Adonis Karan, Flavio Cavalcanti Jr, Bibi Ferreira, Lídia Mattos e Neila Tavares, entre os principais.